# Rymanów (Natura 2000)
Rymanów (PLH180016) – projektowany specjalny obszar ochrony siedlisk, aktualnie obszar mający znaczenie dla Wspólnoty, utworzony w celu ochrony kolonii rozrodczych nocka dużego Myotis myotis i podkowca małego Rhinolophus hipposideros oraz przylegających terenów stanowiących miejsce żerowania nietoperzy. Tak ujęty obszar zajmuje powierzchnię 5240,99 ha i rozciąga się od Iwonicza-Zdroju na zachodzie po Wolę Sękową na wschodzie. Obszar składa się z dwóch oddzielnych części i znajduje się na terenie gmin Bukowsko, Iwonicz-Zdrój, Rymanów i Zarszyn.
W obszarze zlokalizowano trzy kolonie nietoperzy:
- strych kościoła w Rymanowie-Zdroju
- strych domu wypoczynkowego w Rymanowie-Zdroju
- strych cerkwi w Sieniawie

Terytorium obszaru w całości leży w granicach Obszaru Chronionego Krajobrazu Beskidu Niskiego.